# Alekséievskaia
Alekséievskaia - Алексеевская (rus) és una stanitsa del krai de Krasnodar, a Rússia. Es troba a les terres baixes de Kuban-Azov, a la vora esquerra del riu Txelbas, davant de Mostaltxuk, a 9 km al sud-est de Tikhoretsk i a 119 km al nord-est de Krasnodar.
Pertanyen a aquest municipi les stanitses de Krasnoktiàbrskaia, Novoarkhànguelskaia, els possiolki de Kirpitxni, Ovosxnoi, Prígorodni i els khútors de Krasni Partizan, Mostaltxuk i Xkolni.